# ゲームのカテゴリ一覧
ゲームのカテゴリ一覧（げーむのかてごりいちらん）は、ゲームに関するカテゴリの一覧である。

## Category:ゲーム
Category:ゲーム以下のカテゴリは以下の通りである。競馬、コンピュータゲームに関するカテゴリは多いため、別セクションにまとめた。

## スタブカテゴリ
ゲームに関するスタブカテゴリには以下のものがある。
- Category:ゲーム関連のスタブ記事
  - Category:コンピュータゲーム関連のスタブ記事
    - Category:アダルトゲームのスタブ
- Category:競馬に関するスタブ